# Моріген
Моріген (нім. Mörigen) — громада  в Швейцарії в кантоні Берн, адміністративний округ Біль.

## Географія
Громада розташована на відстані близько 24 км на північний захід від Берна.
Моріген має площу 2,2 км², з яких на 21,4% дозволяється будівництво (житлове та будівництво доріг), 58,6% використовуються в сільськогосподарських цілях, 17,7% зайнято лісами, 2,3% не є продуктивними (річки, льодовики або гори).

## Демографія
2019 року в громаді мешкало 856 осіб (-2,4% порівняно з 2010 роком), іноземців було 5,7%. Густота населення становила 396 осіб/км².
За віковим діапазоном населення розподілялося таким чином: 15,7% — особи молодші 20 років, 55,5% — особи у віці 20—64 років, 28,9% — особи у віці 65 років та старші. Було 373 помешкань (у середньому 2,3 особи в помешканні).
Із загальної кількості 153 працюючих 25 було зайнятих в первинному секторі, 13 — в обробній промисловості, 115 — в галузі послуг.